# (4344) Buxtehude
(4344) Buxtehude est un astéroïde de la ceinture principale.

## Description
(4344) Buxtehude est un astéroïde de la ceinture principale. Il fut découvert le 11 février 1988 à La Silla par Eric Walter Elst. Il présente une orbite caractérisée par un demi-grand axe de 3,11 UA, une excentricité de 0,12 et une inclinaison de 2,4° par rapport à l'écliptique.
Cet astéroïde est nommé en hommage au compositeur Dietrich Buxtehude (1637-1707).

## Compléments